# Hylopetes phayrei
Hylopetes phayrei  — вид гризунів родини вивіркових (Sciuridae).

## Поширення
Зустрічається в Китаї на острові Хайнань, Лаосі, М'янмі, Таїланді
та Північно-Західному В'єтнамі на висоті від 0 до 1500 м.
Мешкає в низовинних гірських і
змішаних листяних лісах. Може
жити в частково вирубаних лісах поблизу сільськогосподарських
угідь. Активні в нічний час доби.
День проводять у дуплах дерев.
Харчуються рослинною їжею в
тому числі фруктами.

## Збереження
Цьому виду не загрожує зникнення через непогану
пристосовність до зміни середовища проживання і завдяки широкому розповсюдженню.
Зустрічається в декількох
заповідниках на території Китаю, де в минулому він, локально, зараховувався до уразливих видів.